# چوی ای-یونگ
چوی ای-یونگ (انگلیسی: Choi Aei-young; ۲۵ ژوئیهٔ ۱۹۵۹ – ۱۴ مهٔ ۲۰۰۸) بازیکن بسکتبال اهل کره جنوبی بود.
از افتخارات وی میتوان به کسب مدال نقره در بازی‌های المپیک تابستانی ۱۹۸۴ اشاره کرد.